# Eise Eisinga

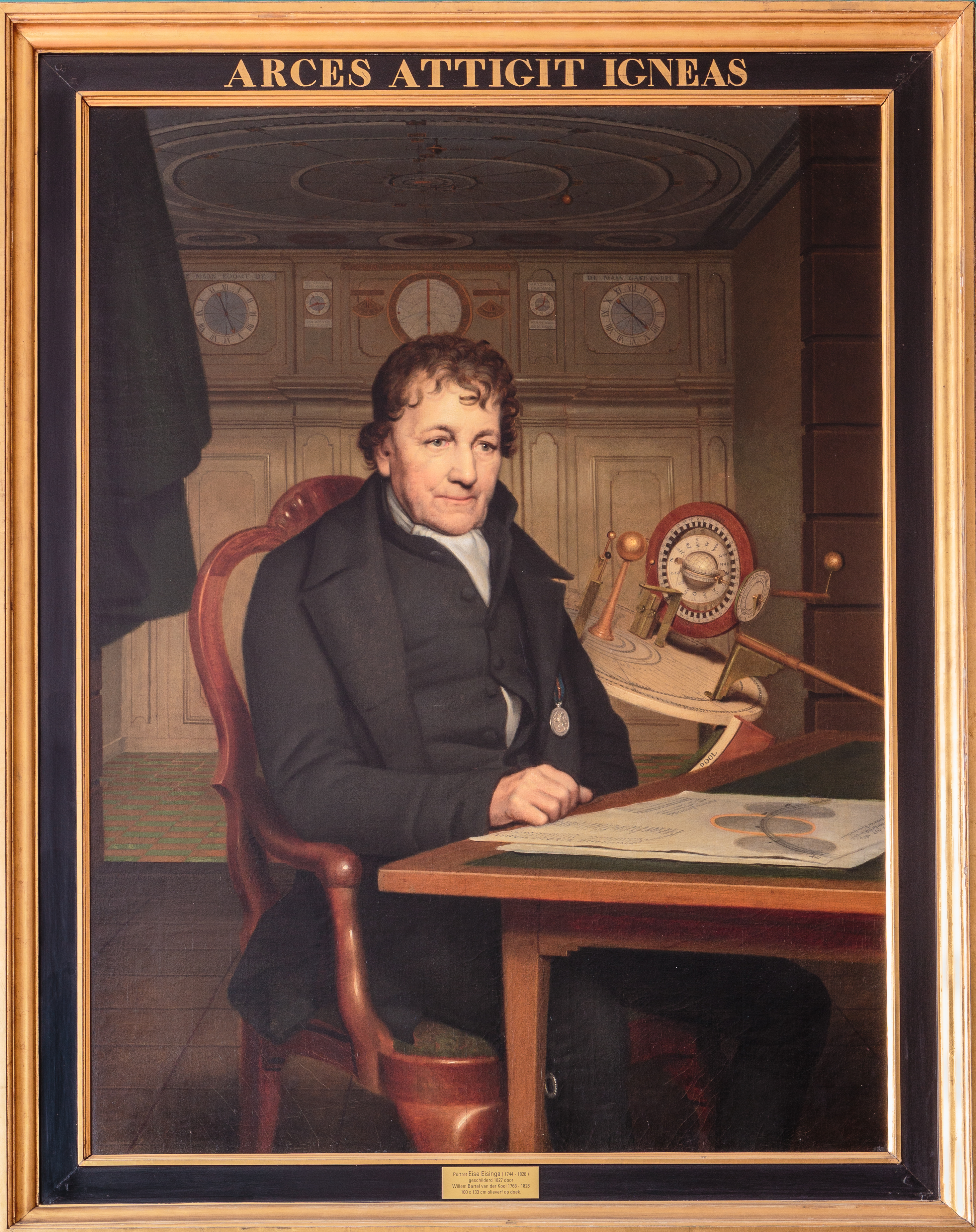
Eise Eisinga, Gemälde von Willem Bartel van der Kooi (1827)

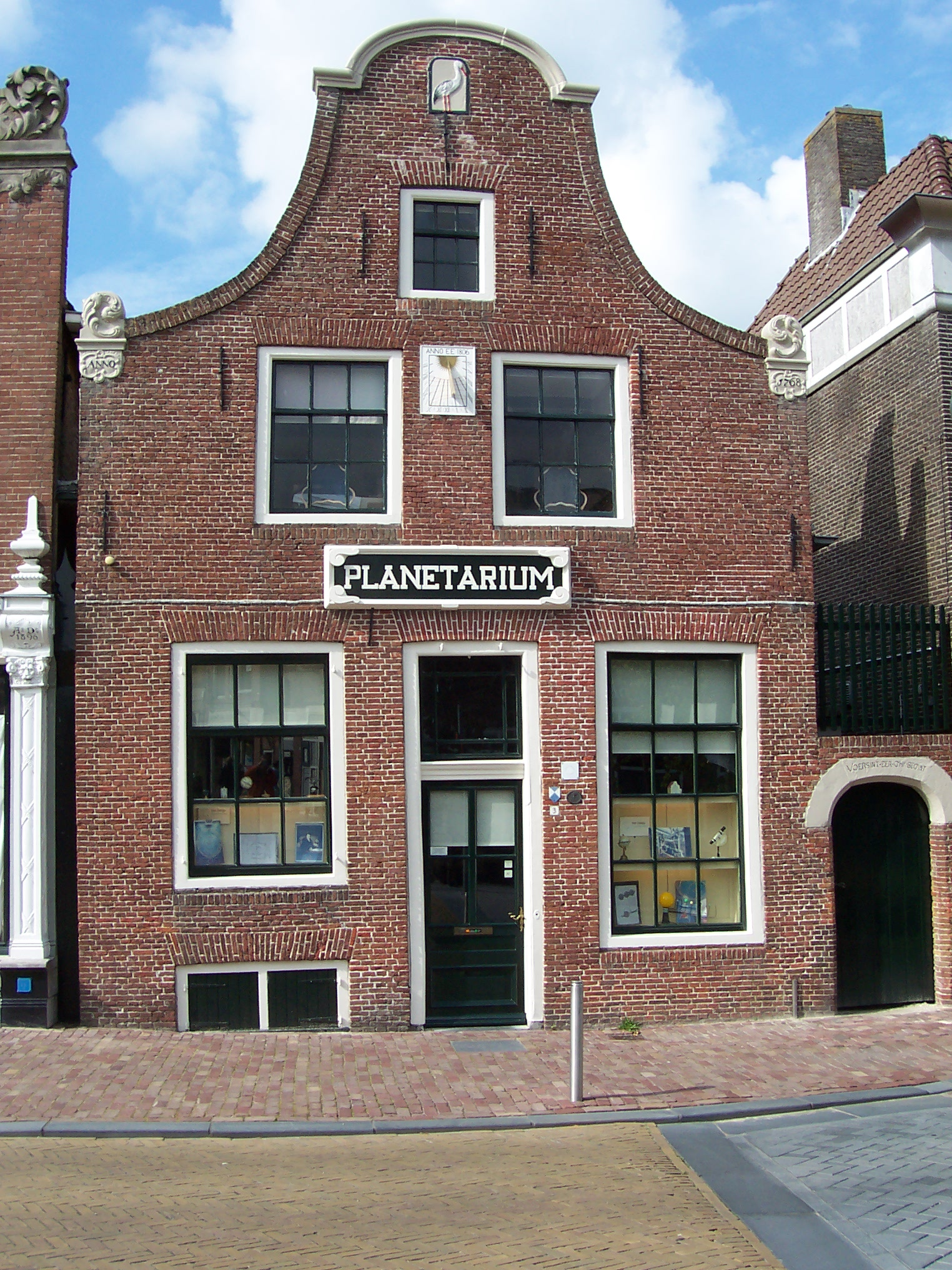
Planetarium

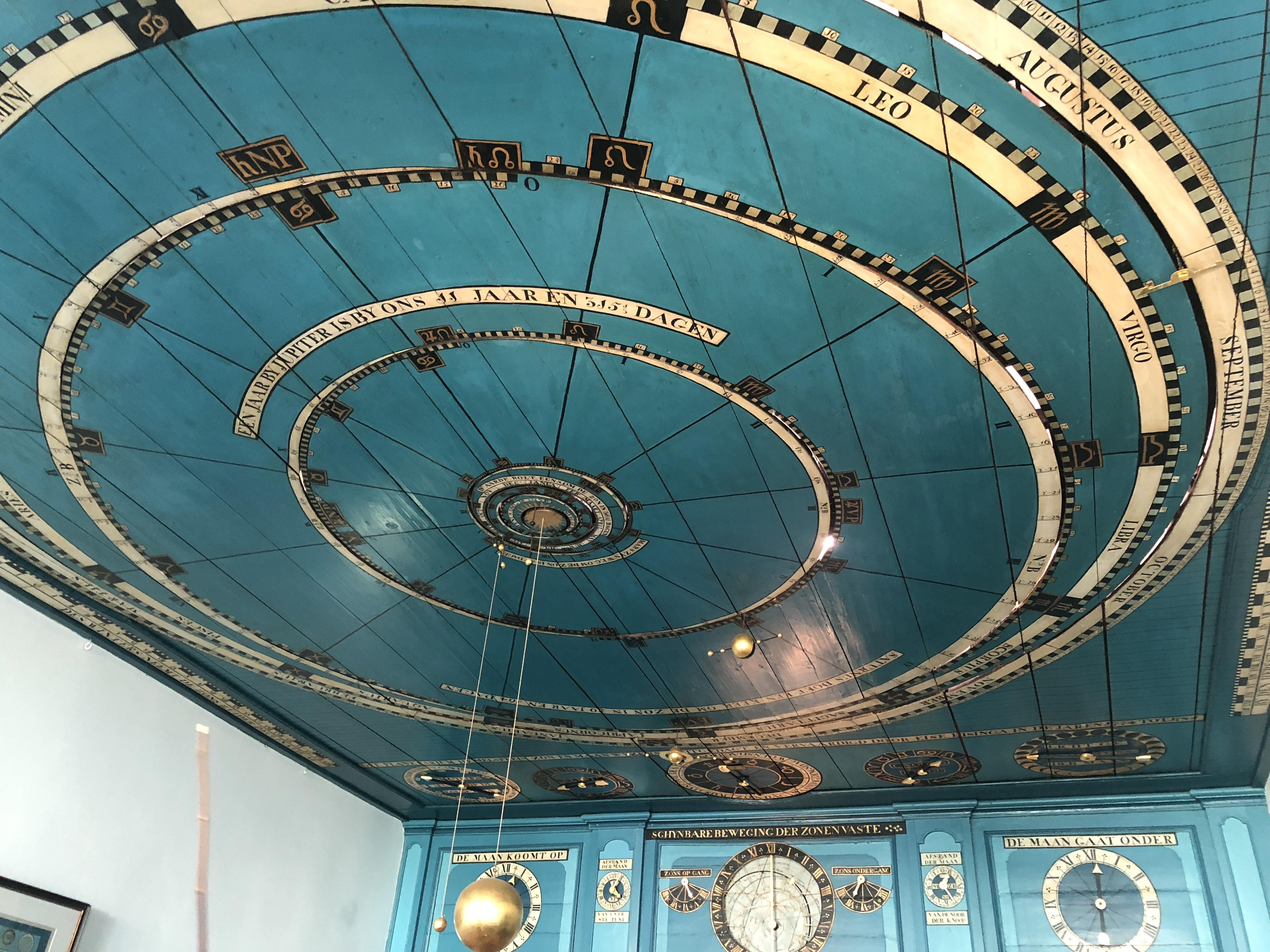
Planetarium

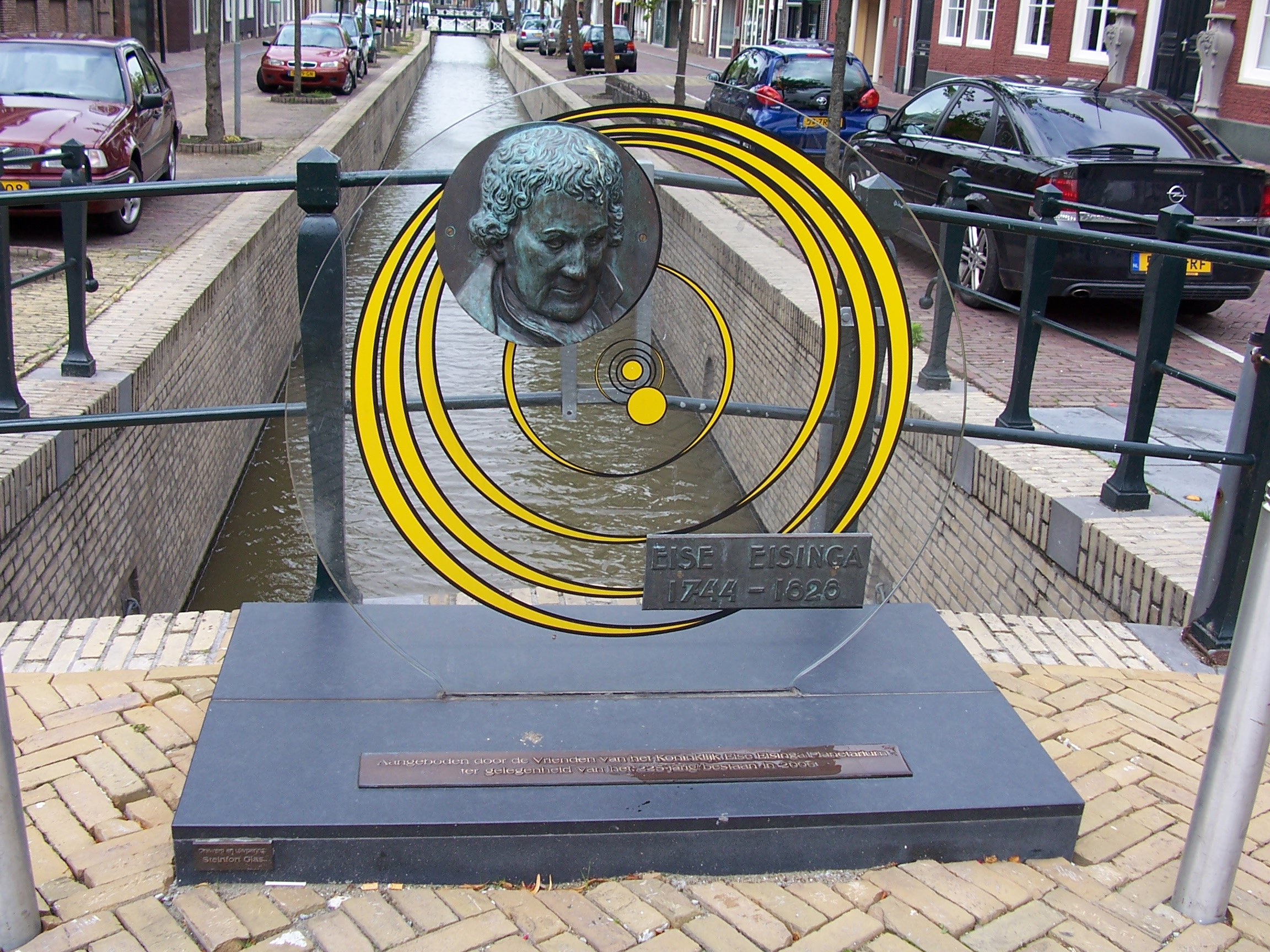
Erinnerung an Eise Eisinga in Franeker

Eise Jelteszn Eisinga (* 21. Februar 1744 in Dronryp; † 27. August 1828) war ein niederländischer Wollkämmer. Einen Namen machte er sich als hochbegabter, autodidaktischer Amateur-Astronom und Verfasser von Schriften zur Mathematik und zu Fragen der Astronomie.

## Leben
Eisinga ist der Erbauer des nach ihm benannten Planetariums. Das Planetarium umfasst lediglich die Planeten Merkur, Venus, Erde, Mars, Jupiter und Saturn, weil Uranus und Neptun zum Zeitpunkt der Fertigstellung noch nicht entdeckt waren. Es ist das älteste funktionsfähige Modell des Sonnensystems.
Eisinga baute es von 1774 bis 1781 in Franeker. 1774 war in den Niederlanden eine Massenpanik ausgebrochen, dass es durch eine in diesem Jahr stattfindende Aufeinanderreihung der Planeten zu kosmischen Kollisionen kommen würde. Eisinga wollte diese Bedenken zerstreuen.
1859 schenkte der niederländische Staat der Stadt Franeker das Planetarium.

## Ehrungen
- König Wilhelm I. ernannte Eisinga im Februar 1816 zum Broeder der Orde van de Nederlandse Leeuw.
- Die Straße, an der das frühere Wohnhaus von Eisinga lag, erhielt später den Namen Eise Eisingastraat.
- 1994, zum 250. Geburtstag von Eisinga, gab die niederländische Post eine Briefmarke im Wert von 80 Cent heraus.
- Eise Eisinga ist aufgeführt unter Nr. 25 im Canon van Nederland (deutsch: Bildungskanon der Niederlande), eine aus fünfzig Informationssträngen bestehende Zusammenfassung der Geschichte der Niederlande für den Schulunterricht.
- Der Asteroid (5530) Eisinga wurde anlässlich seines 250. Geburtstags nach ihm benannt.